# Vretenasta preša
Vretenasta preša ili vijčana preša pretvara kružno gibanje zamašnjaka u pravocrtno gibanje malja uz pomoć navojnoga vretena. Zamašnjak se pokreće ručnim, hidrauličnim ili električnim putem (kada je rotor elektromotora ujedno i zamašnjak). Na nekim prešama zamašnjak se kreće u jednome pa u drugome smjeru, a kod drugih stalno se vrti (rotira) u istom smjeru. Vretenasta preša može biti različitih veličina, od one male, s radnom moći od 1 do 10 kJ (od 0,1 do 1 tonu) i ritmom rada od 40 do 60 hodova u minuti, pa do velike, koja ostvaruje 6 000 do 10 000 kJ (od 600 do 1 000 tona), uz 6 do 15 hodova u minuti.

## Vretenasta ručna preša
Vretenasta ručna preša izrađuje se u portalnoj (most) i konzolnoj izvedbi. Kolo preše se ručno zakreće i prenosi se okretni moment na navojno vreteno (obično promjera 78 mm). Navojno vreteno je spojeno na gornju čeljust preše. Hod je 260 mm, površina pritiska 470 ˑ 230 mm, dok je pritisak do 28 tona. Izrazito veliki pritisak ručne preše ne zahtjeva jako temeljenje, nema prijenosa, vibracija, jednostavne je konstrukcije, jednostavna je upotreba i održavanje.

## Vretenasta tarna ili frikcijska preša
Najčešći tip frikcijske ili tarne preše ima tarni prijenos s dva okomita tarna diska (tarenicu 1 i tarenicu 2) i jedan vodoravni gonjeni tarni disk (tarenicu 3). Tarenica 3 je na okomitom navojnom vretenu (viševojnom) s trapeznim navojem. Na drugom kraju vretena je čeljust (bat) preše. Pogonske tarenice 1 i 2 su na vodoravnom vretenu i dobivaju okretni moment od zamašnjaka spojenog remenskim prigonom na remenicu elektromotora. Upravljački mehanizam omogućuje dodir samo jedne od pogonskih tarenica s gonjenom i time određuje pravac rotacije vretena. U kombinaciji tarenica 1 i tarenica 3, navojno vreteno se spušta i bat preše ima sve veću brzinu. Najveća je u trenutku dodira s otpreskom. Bat tlači otpresak, ali se sila ne može povećavati, jer dolazi do proklizavanja između tarenica. Obrnuti slučaj je kontakt tarenice 2 i tarenice 3, kada se navojno vreteno podiže i odvaja bat od otpreska. Koriste se za prešanje u kalupima (ukovnjima) u toplom i hladnom stanju.
Tarne preše se koriste za kovanje u dvodjelnim ukovnjima sa samo jednom gravurom, u maloserijskoj proizvodnji predmeta, kao što su vijci, zakovice, svornjaci i slično. Sastoje se od navojnog vretena koje je s gornje strane spojeno sa zamašnjakom, a s donje strane s batom. Na vodoravnom vratilu nalaze se dva tarna (frikciona) diska, koji dolaze u dodir sa zamašnjakom i omogućuju gibanje po kliznim vodilicima, u radnom ili povratnom hodu.

## Vretenasta hidraulička preša
Kod tarnih preša okretni moment tarenice zamašnjaka se dobiva tarnim prigonom s pogonskom tarenicom, koja je spojena remenom na elektromotor. Kod hidrauličkih vretenastih preša okretni moment zamašnjaka dobiva se iz rotacije hidrauličkog motora koji okreće zamašnjak tarenicom. Također postoje konstrukcije koje okreću zamašnjak pomoću mehanizma sa zupčastom letvom. Svojstva vretenastih preša su jednostavnost konstrukcije, bez djelovanja na okolinu, lako se određuje ritam rada, bez specijalnih zahtjeva za temeljenjem, duga trajnost i lako održavanje (osim hidraulike), pogodne za jednu centralnu gravuru, nisu pogodne za obradu malih predmeta u toplom stanju jer su prespore, jako troše tarne površine.

## Vretenasta električna preša
Vretenaste električne preše imaju elektromotorni pogon koji direktno tarenicom ili srednjim remenom pogoni zamašnjak.

## Preša
Preša ili tijesak (njem. Presse < srednjovj. lat. pressa, prema klas. lat. pressus: stisnut) je stroj za sabijanje tiještenje, tiskanje, probijanje, sječenje, kovanje i druge vrste obrada kod kojih se primjenjuje velika sila na razmjerno malenu putu. Način rada se zasniva na sabijanju materijala pokretnim alatom koji ima okomito vođenje, a predmet se nalazi na stabilnom postolju. Preša djeluje lagani, uz postupni porast sabijajuće sile koja dolazi i do jezgre predmeta. Prednost rada s prešama je ravnomjerno sabijanje, tih i miran rad, a nedostatak je skuplji rad u odnosu na rad s mehaničkim čekićima (bat).
Namijenjena je ponajprije tlačnom opterećivanju obratka ili njegovoj deformaciji pravocrtnim gibanjem malja ili drugog alata prema radnomu stolu. Jednostavna drvena preša s navojnim vretenom od davnine je služila za cijeđenje grožđa, uljarica i slično, a prvi tiskarski strojevi također su bili jednostavne preše kojima se drvena ploča sa slovima pritiskala na papir. Za potrebe obrta i industrije razvijen je niz preša različitih po konstrukciji, namjeni i pritisku. Prema izvedbi razlikuju se vretenasta, mehanička i hidraulička preša.
Preša je alatni stroj konstruiran za primjenu vrlo velike snage za oblikovanje ili rezanje materijala. Preše se izrađuju u rasponu od malih ručnih do velikih industrijskih postrojenja. Odlikuje ih mirniji rad od batova, te sa zato mogu koristiti većim silama.